# Municipio de Washington (condado de Greene, Pensilvania)
El municipio de Washington (en inglés: Washington Township) es un municipio ubicado en el condado de Greene en el estado estadounidense de Pensilvania. En el año 2000 tenía una población de 1.106 habitantes y una densidad poblacional de 16 personas por km².

## Geografía
El municipio de Washington se encuentra ubicado en las coordenadas 39°58′00″N 80°12′14″O / 39.96667, -80.20389.

## Demografía
Según la Oficina del Censo en 2000 los ingresos medios por hogar en la localidad eran de $39,432 y los ingresos medios por familia eran de $43,889. Los hombres tenían unos ingresos medios de $33,036 frente a los $21,435 para las mujeres. La renta per cápita de la localidad era de $17,207. Alrededor del 8% de la población estaba por debajo del umbral de pobreza.